# Hôpital adventiste Tsuen Wan
L’hôpital adventiste Tsuen Wan (en chinois, 荃 灣 港 安 醫 院) est un centre hospitalier adventiste à Hong Kong en Chine. 

## Histoire
L’hôpital adventiste Tsuen Wan fut fondé en mai 1964 par Dr Harry Miller à la demande de l’Église adventiste, en raison de son expérience dans l’établissement du  Sanitarium de Shanghai en 1925. Un terrain fut acheté d’une concession du gouvernement et Tong Ping Yuen, un ami de Dr Miller et le directeur de l’usine de textile des mers du sud, apporta une contribution financière.  	

## Services
Tsuen Wan promeut et implémente la philosophie de « la santé totale », considérant chaque individu comme « une personne totale dans le contexte total de ses croyances, la famille, le travail, et le mode de vie ». Dans ce but, l’hôpital s’efforce d’éduquer le public aux principes d'une vie saine. Son fonctionnement comprend six applications :
- La prévention des maladies
- La détection
- Les services de diagnostic
- Les interventions thérapeutiques
- Les programmes de réhabilitation pour les patients souffrant de maladies chroniques
- Les programmes de gestion du mode de vie[2]

Tsuen Wan fournit notamment des services en médecine familiale, gynécologie, obstétrique, chirurgie, neurochirurgie, pédiatrie, orthopédie, urologie et le traitement du sein.
Pour répondre aux besoins d'extension de l'hôpital, un projet est actuellement en cours de réalisation. Il ajoutera de nouvelles structures comme d'autres services et blocs opératoires, un auditorium, des amphithéâtres, ou un grand parking.